# Mauston
Mauston és una població dels Estats Units a l'estat de Wisconsin. Segons el cens del 2000 tenia 3.740 habitants.

## Demografia
Segons el cens del 2000, Mauston tenia 3.740 habitants, 1.585 habitatges, i 963 famílies. La densitat de població era de 394,5 habitants per km².
Dels 1.585 habitatges en un 29,1% hi vivien nens de menys de 18 anys, en un 45% hi vivien parelles casades, en un 11,8% dones solteres, i en un 39,2% no eren unitats familiars. En el 33,5% dels habitatges hi vivien persones soles el 18,7% de les quals corresponia a persones de 65 anys o més que vivien soles. El nombre mitjà de persones vivint en cada habitatge era de 2,28 i el nombre mitjà de persones que vivien en cada família era de 2,89.
Per edats la població es repartia de la següent manera: un 24,2% tenia menys de 18 anys, un 8,6% entre 18 i 24, un 27,1% entre 25 i 44, un 19,2% de 45 a 60 i un 20,9% 65 anys o més.
L'edat mediana era de 38 anys. Per cada 100 dones de 18 o més anys hi havia 81,4 homes.
La renda mediana per habitatge era de 32.341 $ i la renda mediana per família de 42.866 $. Els homes tenien una renda mediana de 31.250 $ mentre que les dones 21.589 $. La renda per capita de la població era de 21.640 $. Aproximadament el 8,7% de les famílies i l'11,9% de la població estaven per davall del llindar de pobresa.

## Poblacions més properes
El següent diagrama mostra les poblacions més properes.